# Ninth Island
Ninth Island är en ö i Australien. Den ligger i delstaten Tasmanien, i den sydöstra delen av landet, omkring 230 kilometer norr om delstatshuvudstaden Hobart. Arean är 0,41 kvadratkilometer. Den sträcker sig 0,5 kilometer i nord-sydlig riktning, och 1,1 kilometer i öst-västlig riktning.